# 丁世发
丁世发（1943年9月16日—2025年6月30日），男，辽宁辽阳人，中华人民共和国政治人物，曾任中共沈阳市委副书记，中共辽宁省委政法委书记，辽宁省高级人民法院院长、党组书记，第十届全国人大代表。